# GIK
Great Invention Kit (or GIK)は、レゴのようなモジュールキットであるが組み立ての原理は異なる。MITCenter for Bits and Atoms所長ニール・ガーシェンフェルドが息子イーライと娘グレースと自宅で遊んでいる際に発明されたのが出発点であるという。
2つのGIKパーツは90度回転させることで嵌め込むことができる。2次元(平面)のパーツから無数の3次元(立体)のパーツが構成できる点に新規性がある。何度でも分解して再組み立てすることができる。
GIKの特性は以下のようにまとめられる。
1. スケーラビリティ. マテリアルとカッティングマシンの組み合わせに応じて容易にスケールを変えることができる。
2. マテリアル・ダイバーシティ(素材の多様性）. GIKパーツはさまざまな素材でつくることができる。たとえば、
a. 導電体や絶縁体 (電気回路を構成するのに有用)
b. 屈折率の異なる材料 (光学に有用)
c. 柔らかい材料や硬い材料 (ジョイントに有用)
d. ドープされた材料やドープされない材料 (能動回路に有用)
e. 生物素材 (薬品やティシュー・エンジニアリングに有用)
3. リバーシビリティ : GIKは組み立てることも分解することもでき、ゴミを出さない。リユース・リサイクルの観点からも優れている。

## 3次元プリンティング
GIKパーツは大きな構造物のモジュールとしても利用できる。 MITCenter for Bits and Atoms所長ニール・ガーシェンフェルドらは、GIKをモジュール型ロボットに応用した(J. Storrs Hallの Utility Fogと似ている)。

## ミリサイズのパーツ
ミリサイズのパーツは、CO2レーザーカッターで制作できる。 

## 現時点でもっとも小さなパーツ
マイクロサイズのパーツ は、Excimer laserを用いた Kaptonで制作できる。

## 現時点でもっとも大きなパーツ
現時点でもっとも大きなパーツ GIK partsは、人間サイズで、建物を組み立てるのに利用できる。

## 類似の商品
GIKは Dado Squaresに似ている。しかしGIKのほうがパーツの種類がずっと多い。